# Ռ

Ռとռ

筆記体

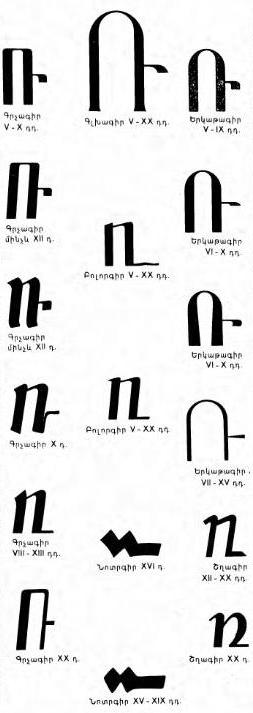
Ռとռの様々な書体

Ռ, ռ（アルメニア語: ռա、発音はṙa）は、アルメニア文字の28番目の文字である。405年ごろにメスロプ・マシュトツによって作成されたと見られる。

## 使用
東アルメニア語・西アルメニア語ではいわゆる「巻き舌のR音」である歯茎ふるえ音[r]を表す。ただし、特に西アルメニア語においては有声歯茎たたき音またははじき音[ɾ]（Ր）に近づく傾向が見られる。ラテン文字化する時は「Ṙ」または「Rr」と記す。記数法では1000を表す。

## 書体

## 符号位置
| 文字 | Unicode | JIS X 0213 | 文字参照        | 備考 |
| ---- | ------- | ---------- | --------------- | ---- |
| Ռ    | U+054C  | -          | &#x54C; &#1356; |      |
| ռ    | U+057C  | -          | &#x57C; &#1404; |      |